# José Ponce de León y Encina
José Ponce de León y Encina (Algeciras, Cádiz, 21 de marzo de 1868 – Madrid, 1 de mayo de 1941) fue un jurista español del siglo XX.

## Biografía
Nació en Algeciras, Cádiz el 21 de marzo de 1868. Hijo de Juan Galo Ponce de León y Monedero, natural de Albacete y María de la Encarnación Encina y Ordóñez, natural de Fuensalida, Toledo. Nieto de Francisco Ponce de León y Martínez, natural de Albacete y de María Rosa Monedero y Collado natural de Quintanar del Rey, Cuenca y de Juan Tomás Encina del Peral, nacido en la villa de Albacete el 21 de diciembre de 1777 y de Isabel Ordóñez, natural de Benarrabá, Málaga.
En 1876 su familia se traslada a Málaga, y al año siguiente el 1 de octubre de 1877 fallece su padre cuando él sólo contaba con nueve años de edad.
Familia de juristas, hijo y nieto de abogados, creció en Málaga, estudiando en el instituto de Enseñanza Media de dicha ciudad y obteniendo el título de bachiller el 9 de octubre de 1884, También, cursó estudios de Filosofía y Letras y después se trasladó a Madrid, donde estudió leyes y se tituló en la Universidad Central (Madrid) el 25 de abril de 1900.
Contrajo nupcias en Madrid, en la Iglesia Parroquial de San Marcos el 16 de diciembre de 1904 con María de las Mercedes Belloso y Rodríguez, hija del doctor Fernando Belloso y Lucas, Jefe de Farmacia del Distrito de Palacio y Farmacéutico de la Casa Real, y de su segunda mujer Victoria Rodríguez Martín. Siendo testigos de la ceremonia, José Canalejas y Méndez, Juan Navarro Reverter y Gomis, Víctor Dulce de Antón (Conde de Garay), doctor Robert y Francisco Ponce de León y Encina. De esa unión nacieron cuatro hijos: José Luis, María Mercedes, María Victoria y María de la Encarnación Ponce de León y Belloso.
Ejerció la abogacía desde principios de siglo XX, teniendo despachos en la calle Conde de Xiquena n.º 8 (1903), en la calle Monte Esquinza 7-tripl. (1904) y en la calle Tutor nº21 (1906). Además trabajó como Oficial Administrativo de las oficinas centrales de la Compañía Arrendataria de Tabacos. En un inicio como contable y más adelante como abogado.
En 1908 aprueba oposiciones a judicatura, por lo que en 1909 pide el cese en la Compañía Arrendataria de Tabacos, que le es aceptado el 2 de octubre de 1909. En este periodo, ejerció como secretario particular de José Canalejas y Méndez, político regeneracionista y liberal, presidente del Consejo de Ministros (1910-1912), relación personal que, años después, daría lugar a consecuencias perjudiciales para la carrera del biografiado.
Además, en 1910 y en 1911 se desempeñó como Juez de Primera Instancia en Tamarite de Litera, Audiencia Provincial de Huesca y en San Martín de Valdeiglesias de la Audiencia Provincial de Madrid desde 1911 a 1916.
El 15 de marzo de 1916 falleció en Madrid a los ochenta años de edad, su madre, María de la Encarnación Encina y Ordóñez.
Juez de primera instancia en Gandesa de la Audiencia Provincial de Tarragona en 1917 y en Torrijos de la Audiencia Provincial de Toledo desde 1918 a 1921.
Fue abogado Fiscal en Cáceres hasta el 1 de marzo de 1922, que es nombrado Fiscal de Oviedo y el 19 de abril del mismo año, Teniente Fiscal de la Audiencia Provincial de Salamanca. El 29 de julio de 1924 es designado Abogado Fiscal de esta misma Audiencia por vacante.
Durante los años 1924 y 1925, ejerció como Abogado Fiscal de Las Palmas, Gran Canaria. La noche del 12 de junio de 1925 en el Gabinete Literario de Las Palmas, dio una conferencia sobre Mendicidad.
El 26 de septiembre de 1925 es nombrado Magistrado de la Audiencia Provincial de Almería, donde ejerce durante 1926. Igualmente, Magistrado en las Audiencias Provinciales de Ciudad Real (1926, 1927, 1928 y 1929), de Burgos (1929 y 1931), de Valladolid (1934) y de Álava (1934).
El 8 de noviembre de 1930 en Burgos su hija Victoria se casa con el abogado Luis Díez-Picazo y González, fruto de esta unión fueron nueve hijos, entre ellos Luis Díez-Picazo y Ponce de León, abogado y catedrático y ex magistrado del Tribunal Constitucional.

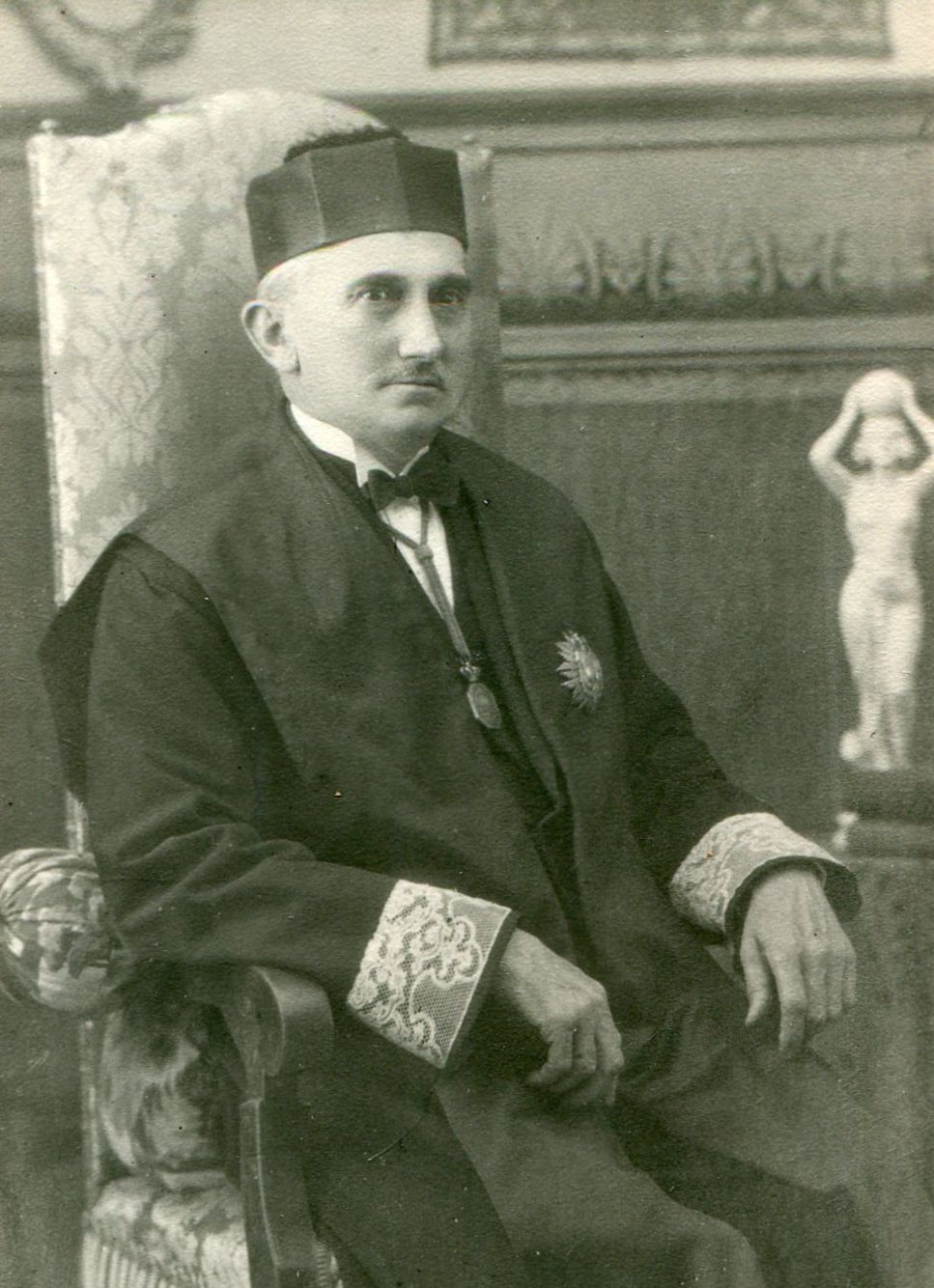
José Ponce de León y Encina 1934

A principios de 1935, en Vitoria, fue presidente de la junta directiva del Patronato de Reclusos y Liberados de la ciudad.
El 20 de septiembre de 1936 en Madrid era detenido su sobrino, el pintor Alfonso Ponce de León, en la puerta de su domicilio, Paseo de la Castellana n.º 2 y trasladado a la checa de Fomento, en la denominada zona roja, donde sería asesinado. Su cadáver fue encontrado en una cuneta de Vicálvaro el día 29 siguiente.
Igualmente, como consecuencia también de la Guerra Civil, fueron asesinados el día 30 de septiembre de 1936, en la carretera de Vallecas, Madrid, su hermano Juan Ponce de León y Encina, procurador de los Tribunales, y el hijo de éste, Guillermo Ponce de León Cabello, abogado en ejercicio. Y el 7 de noviembre de 1936, su sobrino Juan Ponce de León Cabello, Aviador, Capitán de Artillería, fue también asesinado.
Único sobreviviente fue su sobrino Luis Ponce de León Cabello, Ingeniero de Caminos, Canales y Puertos quien posteriormente fue alcalde de Pontevedra, procurador en Cortes y gobernador civil de la Provincia de Pontevedra.
Como consecuencia de los dolores y padecimientos sufridos por la pérdida de su esposo y tres hijos el 12 de agosto de 1938, también fallecía su cuñada Guadalupe Cabello Fernández.
El 2 de agosto de 1937 en Vitoria, Álava fallece además su hija Mercedes de treinta años de edad, de una enfermedad desconocida. Estaba casada con el médico militar Emiliano Aguilera Fernández con el que tuvo dos hijas, Mercedes y Elisa Aguilera y Ponce de León.
El 25 de enero de 1938, la Jefatura Provincial de FET y de las JONS de Álava y a propuesta de la Junta Clasificadora de Solicitudes y Admisiones aprueba la afiliación de José Ponce de León al partido. 
El 3 de septiembre de 1938, participó en los primeros Juegos Florales de la España Nacional, organizados por el Ayuntamiento de Vitoria. Fue premiado accésit por el Tema 3º: Álava en la Guerra de la Independencia.
Ejerce como Presidente de la Audiencia Provincial de Álava desde 1934 a 1940. Este último año y por Orden de 22 de febrero se acuerda su suspensión de su cargo como Presidente de la Audiencia Provincial de Álava y es sometido a un proceso de depuración, debido a su antigua vinculación con el político José Canalejas, siendo acusado de pertenencia a la masonería.
El 1 de junio de 1940, se publica Orden en el Boletín Oficial de sobreseimiento del expediente, levantándose la suspensión impuesta. El 4 de junio de 1940 se publica Decreto (rectificado), por el que se promueve a José Ponce de León y Encina a la categoría de Magistrado de Término.
Se jubiló a finales de junio de 1940 y falleció en Madrid el 1 de mayo de 1941.

## Publicaciones conocidas
- Informe sobre la emigración en general 1902[51]
- Explicaciones del Código de comercio 1907[52]
- El Código del menor 1926[53]
- Legislación del nuevo Estado 1937[54]